# Malabaila suaveolens
Malabaila suaveolens är en flockblommig växtart som beskrevs av Ernest Saint-Charles Cosson. Malabaila suaveolens ingår i släktet Malabaila och familjen flockblommiga växter. Inga underarter finns listade i Catalogue of Life.